# Ганнибал, Осип Абрамович
О́сип Абра́мович Ганниба́л (20 (31) января 1744, Ревель — 12 (24) октября 1806, Михайловское) — российский военный, дед поэта Александра Пушкина, основатель усадьбы Михайловское.

## Биография
Осип Ганнибал родился в 1744 году и стал третьим из четырёх доживших до взрослых лет сыновей Абрама Петровича Ганнибала — сына африканского владетельного князя, в детстве попавшего в Россию, принявшего православие и сделавшего военную карьеру. Матерью Осипа Абрамовича была Христина-Регина фон Шёберг (Christina Regina von Sjöberg, 1717—1781), принадлежавшая к остзейскому дворянству.
В молодости Осип Абрамович служил в морской артиллерии. В 1762 году он получил чин поручика, в 1770 стал майором, в 1772 году вышел в отставку в чине капитана 2-го ранга. В дальнейшем он был заседателем Псковского совестного суда, советником наместнического правления и Санкт-Петербургского губернского правления.
В 1773 году Ганнибал женился на Марии Алексеевне Пушкиной. К тому времени он из-за своей расточительности уже наделал много долгов, поэтому супругам пришлось продать ярославское имение, являвшееся приданым невесты. В 1775 году у них родилась дочь Надежда. Вскоре Осип Абрамович оставил жену и поселился отдельно в Михайловском. Там он снова женился — на вдове Устинье Ермолаевне Толстой (в девичестве Шишкиной), объявив свою первую жену умершей. Этот брак оказался тоже неудачным, и с 1784 года Осип Абрамович подвергался судебным преследованиям со стороны обеих своих жён: первая обвиняла его в двоежёнстве, вторая — в растрате её средств на общую сумму в 27 тысяч рублей. В 1784 году Ганнибал был приговорён к семилетнему церковному покаянию, предполагавшему пребывание в монастыре, но благодаря ходатайству брата, И. А. Ганнибала, это наказание было заменено морской службой на Чёрном море. Выйдя в отставку, Осип Абрамович поселился в Михайловском, доставшемся ему в числе ряда других деревень при разделе отцовского наследства (1782 год), где и жил до самой смерти. Там им был благоустроен господский дом и заложен парк.

## Потомки
У Осипа Абрамовича и его первой жены родились дочь Надежда (1775—1836) и сын Николай. По решению суда четвёртая часть отцовского имения Кобрино была выделена на содержание Надежды Осиповны. Ещё при жизни отца в 1796 году она вышла замуж за своего троюродного дядю Сергея Львовича Пушкина и родила восемь детей, из которых до взрослых лет дожили трое, включая сына Александра.